# George Villiers, 2.º Duque de Buckingham
George Villiers, 2.º Duque de Buckingham, 19.º Barão de Ros (30 de janeiro de 1628 – 16 de abril de 1687) foi um estadista e poeta inglês que exerceu considerável poder político durante o reinado de Carlos II da Inglaterra.
Realista durante a Guerra Civil Inglesa, em 1651 ele se juntou à corte de Carlos II no exílio na França. Ele retornou à Inglaterra em 1657 após um desentendimento com o rei, mas posteriormente apoiou a Restauração Stuart em 1660. Buckingham foi preso por Charles em diversas ocasiões antes de se tornar um de seus conselheiros mais influentes, tornando-se um membro-chave do ministério da Cabala em 1668. Em 1674 ele foi demitido e levado à oposição política.
Ele foi restaurado ao favor do rei em 1684, mas não teve participação importante na vida pública após a ascensão de Jaime II, um ano depois. Buckingham sempre se interessou por ciência e poesia e foi autor de diversas sátiras e peças teatrais.

## Vida

### Vida pregressa
George era filho de George Villiers, 1.º Duque de Buckingham, favorito de Jaime I e Carlos I, e sua esposa Katherine Manners. Ele tinha apenas sete meses de idade quando seu pai foi assassinado em Portsmouth pelo oficial descontente John Felton. Posteriormente, ele foi criado na casa real de Carlos I, junto com seu irmão mais novo, Francisco, e os próprios filhos do rei, os futuros Carlos II e Jaime II. Ele foi educado no Trinity College, Cambridge, onde obteve o grau de Mestre em Artes em 1642. Por um tempo, ele foi ensinado geometria por Thomas Hobbes. Durante esse tempo, ele também conheceu George Aglionby, cuja influência ele mais tarde atribuiu a ele por persuadi-lo a seguir o rei inglês na Guerra Civil. 

### Envolvimento na Guerra Civil Inglesa
Na Guerra Civil, ele lutou pelo Rei e participou do ataque do Príncipe Rupert do Reno a Lichfield Close em abril de 1643.
Sob os cuidados do Conde de Northumberland, George e seu irmão viajaram para o exterior e viveram em Florença e Roma . Quando a Segunda Guerra Civil Inglesa estourou, eles se juntaram aos realistas sob o comando de Henry Rich, 1.º Conde de Holland, em Surrey, em julho de 1648.
Holland reuniu uma pequena força de 600 homens e nomeou Buckingham como seu General da Cavalaria. Esta força foi dispersada após um pequeno confronto perto de Kingston upon Thames, no qual o irmão de Buckingham, Francis, foi morto. O próprio Buckingham escapou após uma resistência heróica contra seis oponentes Roundhead, com as costas apoiadas em um carvalho, o que se tornou uma lenda dos Cavaliers. Após outro combate condenado em St Neots, o duque conseguiu escapar para a Holanda.

### Exílio com Carlos II
Por causa de sua participação na rebelião, suas terras, que lhe foram devolvidas em 1647 por conta de sua juventude, foram confiscadas e dadas ao seu futuro sogro, Thomas, Lord Fairfax. Em 19 de setembro de 1649, Carlos II conferiu-lhe a Ordem da Jarreteira (KG) e admitiu-o no seu Conselho Privado em 6 de abril de 1650.
Em oposição a Hyde, Buckingham apoiou a aliança com os presbiterianos escoceses, acompanhou Carlos à Escócia em junho e aliou-se ao Marquês de Argyll, dissuadindo Carlos de se juntar à conspiração realista de outubro de 1650 e sendo suspeito de trair o plano aos líderes da aliança. Em maio daquele ano, ele foi nomeado general da associação oriental na Inglaterra e foi enviado para reunir forças no exterior; no ano seguinte, ele foi escolhido para liderar o movimento projetado em Lancashire e comandar os monarquistas escoceses. Ele lutou ao lado de Charles na Batalha de Worcester em 3 de setembro de 1651, mas escapou sozinho para Rotterdam em outubro.
Suas negociações subsequentes com o governo de Oliver Cromwell e sua prontidão em sacrificar os interesses da igreja o separaram do restante dos conselheiros de Charles e diminuíram sua influência. Seu afastamento da família real foi completado por seu cortejo audacioso da irmã viúva do rei , Maria, Princesa de Orange, e por uma disputa financeira com Carlos.

### Retorno e prisão
Em 1657, ele retornou à Inglaterra e, em 15 de setembro, casou-se com Mary, filha de Anne e Thomas Fairfax, 3.º Lord Fairfax de Cameron, que se apaixonou por ele, embora os proclamas de seu pretendido casamento com Philip Stanhope, 2.º Conde de Chesterfield estivessem sendo chamados na igreja. Buckingham logo se tornou suspeito de organizar uma conspiração presbiteriana contra o governo. Foi emitida uma ordem de prisão  em 9 de Outubro, apesar do interesse de Fairfax em Cromwell. Ele foi colocado em prisão domiciliar em York House em abril de 1658, escapou e foi preso novamente em 18 de agosto. Ele foi então preso na Torre de Londres até que sua mãe e seu sogro negociaram sua libertação em 23 de fevereiro de 1659. Ele foi libertado após prometer não ajudar os inimigos do governo e mediante a fiança de Fairfax de £ 20.000. Ele se juntou a Fairfax em sua marcha contra o general John Lambert em janeiro de 1660 e, posteriormente, afirmou ter conquistado Fairfax para a causa da Restauração.

### Após a Restauração
O rei Carlos, que retornava, inicialmente recebeu Buckingham (que o encontrou em seu desembarque em Dover) friamente, mas logo Buckingham voltou a ser bem visto. Ele foi nomeado Cavalheiro do Quarto de Dormir, carregou o Orbe do Soberano na coroação em 23 de abril de 1661 e foi feito Lorde Tenente de West Riding em Yorkshire em 21 de setembro. No mesmo ano, ele acompanhou a princesa Henriqueta a Paris para se casar com o duque de Orleans, mas fez investidas tão descaradas a ela que foi chamado de volta. Em 28 de abril de 1662, ele foi admitido no conselho privado . Suas propriedades confiscadas, que somavam £ 26.000 por ano, foram devolvidas a ele, e ele foi considerado o súdito mais rico do rei. Ele ajudou a suprimir a insurreição projetada em Yorkshire em 1663, foi para o mar na Segunda Guerra Anglo-Holandesa em 1665 e tomou medidas para resistir à invasão holandesa ou francesa em junho de 1666.
Ele foi, no entanto, impedido de exercer altos cargos pela influência de Edward Hyde, 1.º Conde de Clarendon, o Chanceler. Buckingham agora planejava causar a ruína do Chanceler. Ele organizou partidos em ambas as Casas do Parlamento para apoiar a Lei de Importação de 1667, que proibia a importação de gado irlandês, em parte para se opor a Clarendon e em parte para frustrar o Duque de Ormonde. Tendo afirmado durante os debates que "quem fosse contra o projeto de lei tinha um interesse irlandês ou um entendimento irlandês", ele foi desafiado para um duelo pelo filho de Ormonde, Lord Ossory . Buckingham evitou o encontro, e Ossory foi enviado para a Torre. Pouco tempo depois, durante uma conferência entre as duas Casas em 19 de dezembro, ele entrou em conflito com o Marquês de Dorchester : Buckingham arrancou a peruca do marquês, e Dorchester também "tinha grande parte do cabelo do duque em sua mão". De acordo com Clarendon, nenhuma contravenção tão flagrante havia ofendido a dignidade da Câmara dos Lordes . Os pares infratores foram enviados para a Torre, mas foram libertados após se desculparem; e Buckingham desabafou seu rancor reivindicando o título de Barão Ros, detido pelo genro de Dorchester . Sua oposição ao governo fez com que ele perdesse o favor do rei, e agora ele era acusado de intrigas traiçoeiras e de ter feito o horóscopo do rei. Sua prisão foi ordenada em 25 de fevereiro de 1667, e ele foi demitido de todos os seus cargos. Ele evitou a captura até 27 de junho, quando se entregou e foi preso na Torre.
Ele foi libertado em 17 de julho, teve seu favor e suas nomeações restaurados em 15 de setembro e participou ativamente do processo contra Clarendon. Quando Clarendon caiu, ele se tornou o primeiro-ministro, embora não ocupasse nenhum cargo importante, exceto o de Mestre da Cavalaria, comprado do Duque de Albemarle em 1668.
Villiers foi signatário das Diversas Declarações da Companhia dos Aventureiros Reais da Inglaterra que Comerciam com a África, um documento publicado em 1667 que levou à criação da Companhia Real da África.
Em 1671 foi eleito chanceler de Cambridge e, em 1672, alto administrador da Universidade de Oxford . Ele favoreceu a tolerância religiosa e recebeu elogios de Richard Baxter ; apoiou um plano de compreensão em 1668 e aconselhou a Declaração Real de Indulgência em 1672. Ele manteve a jurisdição original dos Lordes no caso de Skinner . Com essas exceções, o mandato de Buckingham foi marcado principalmente por escândalos e intrigas. Sua conexão ilícita com a Condessa de Shrewsbury levou a um duelo com o marido dela, o Conde, em Barn Elms, em 16 de janeiro de 1668, no qual o Conde foi mortalmente ferido. A história de que a condessa testemunhou o encontro disfarçada de pajem parece não ter fundamento; mas Buckingham provocou indignação quando instalou a "viúva de sua própria criação" em sua casa e na de sua esposa, e enviou sua esposa para a casa de seu pai.
Acreditava-se que Buckingham estava por trás da ideia de obter o divórcio da rainha Catarina de Bragança, que não tinha filhos (embora isso nunca tenha acontecido). Ele intrigou contra James, Duque de York, contra Sir William Coventry — um dos estadistas mais capazes da época, cuja queda ele conseguiu ao provocar Coventry a lhe enviar um desafio — e contra o Duque de Ormonde, que foi demitido em 1669. Ele chegou a ser suspeito de ter instigado a tentativa de Thomas Blood de sequestrar e assassinar Ormonde, e foi acusado do crime na presença do rei pelo filho de Ormonde, Lorde Ossory, que ameaçou matá-lo a tiros caso o encontro de seu pai tivesse um fim violento. Arlington, depois do próprio Buckingham o membro mais poderoso da "Cabala" e o favorito do rei, era menos fácil de superar; e ele obteve considerável influência do controle dos assuntos estrangeiros confiados a ele. Buckingham sempre foi um adepto da aliança francesa, enquanto Arlington concluiu através de Sir William Temple a Tríplice Aliança de 1668 . Após a reviravolta completa e a rendição feita por Carlos à França em 1670, Arlington, um católico romano, foi incumbido do primeiro Tratado de Dover de 20 de maio, que além de prever o ataque unido à República Holandesa, incluía o compromisso de Carlos de se proclamar católico e reintroduzir a fé católica romana na Inglaterra, enquanto Buckingham foi enviado à França para continuar as negociações falsas que levaram aos tratados públicos de 31 de dezembro de 1670 e 2 de fevereiro de 1672. Ele ficou muito satisfeito com a recepção de Luís XIV, declarou que recebeu "mais honrarias do que jamais foram dadas a qualquer súdito" e recebeu uma pensão de 10.000 libras por ano para Lady Shrewsbury.
Em junho de 1672, durante a Terceira Guerra Anglo-Holandesa, ele acompanhou Arlington a Nieuwerbrug para impor termos ao Príncipe de Orange, e quando estes foram recusados, Arlington arranjou um novo tratado, o Acordo de Heeswijk com Louis. Depois de toda essa atividade, ele sofreu uma grande decepção ao ser preterido no comando do recém-formado Exército de Blackheath em favor do Duque de Schomberg . Buckingham recebeu o comando de um regimento, mas se ressentiu de servir sob o comando de Schomberg. Agora ele sabia do tratado secreto de Dover e, no final de 1673, seu ciúme de Arlington se transformou em hostilidade aberta. Ele ameaçou destituí-lo e tentou, com a ajuda de Luís, incitar uma facção contra ele no parlamento.

### Queda
Isso, no entanto, não teve sucesso e, em janeiro de 1674, ambas as casas do Parlamento atacaram Buckingham. Na Câmara dos Lordes, os curadores do jovem conde de Shrewsbury reclamaram que Buckingham continuou publicamente seu caso com a condessa, e que um filho deles havia sido enterrado na Abadia de Westminster com o título de conde de Coventry; Buckingham e a condessa foram obrigados a se desculpar e dar uma garantia de £ 10.000 para não coabitarem juntos novamente. Na Câmara dos Comuns, ele foi atacado como o promotor da aliança francesa, do "papado" e do governo arbitrário. Ele se defendeu principalmente tentando culpar Arlington; mas a casa aprovou uma petição ao rei para remover Buckingham de seus conselhos, presença e emprego para sempre. Carlos, que esperava uma oportunidade favorável e que ficou furioso com as revelações de Buckingham, consentiu rapidamente.
Buckingham se aposentou, reformou seus hábitos, frequentou a igreja com sua esposa, começou a pagar suas dívidas, tornou-se um "patriota" e foi reivindicado pelo país ou partido de oposição como um de seus líderes. Na primavera de 1675, ele se destacou por sua oposição ao Juramento do Teste e por seu abuso dos bispos, e em 16 de novembro apresentou um projeto de lei para o alívio dos não-conformistas . Em 15 de fevereiro de 1677, ele foi um dos quatro lordes que tentaram constranger o governo levantando a questão de se o parlamento, que não se reunia uma vez por ano conforme o ato de Eduardo III, não havia sido dissolvido pela recente prorrogação. A moção foi rejeitada e os quatro lordes foram obrigados a se desculpar. Quando se recusaram, foram enviados para a Torre, em particular para Buckingham, exasperando a Casa ao ridicularizar sua censura. Ele foi libertado em julho e imediatamente entrou em intrigas com Paul Barillon, o embaixador francês, com o objetivo de impedir a concessão de suprimentos ao rei; e em 1678 ele visitou Paris para obter a ajuda de Luís XIV para a causa da oposição.
Ele tomou parte ativa no processo contra os implicados na " Conspiração Papista " e acusou o presidente do Supremo Tribunal (Sir William Scroggs ) em seu próprio tribunal, enquanto estava no circuito, de favorecer os católicos romanos . Por isso, foi expedido um mandado de prisão contra ele, mas ele nunca foi cumprido. Ele promoveu o retorno dos candidatos Whig ao Parlamento, constituiu-se o campeão dos dissidentes e foi admitido como Freeman da City de Londres . Ele, no entanto, separou-se dos Whigs na questão da exclusão, provavelmente por causa de sua antipatia pelo Duque de Monmouth e pelo Conde de Shaftesbury, esteve ausente do grande debate na Câmara dos Lordes em 15 de novembro de 1680 e foi restaurado ao favor do rei em 1684.

### Aposentadoria
Ele não participou da vida pública após a ascensão de Jaime II, mas retornou à sua mansão em Helmsley, em Yorkshire, provavelmente devido a problemas de saúde e finanças esgotadas. Em 1685, ele publicou um panfleto intitulado Um breve discurso sobre a razoabilidade do homem ter uma religião, no qual, após discutir o assunto principal, ele retornou ao seu tópico favorito, a tolerância religiosa. O tratado provocou algumas réplicas e foi defendido, entre outros, por William Penn e pelo próprio autor em Carta do Duque de Buckingham ao autor desconhecido de uma breve resposta ao Documento do Duque de Buckingham (1685). Na esperança de convertê-lo ao catolicismo romano, Jaime lhe enviou um padre, mas Buckingham ridicularizou seus argumentos. Ele morreu em 16 de abril de 1687, de um resfriado contraído durante uma caçada, na casa de um inquilino em Kirkbymoorside, em Yorkshire (é conhecida como Buckingham House e está localizada no centro da cidade), expressando grande arrependimento e sentindo-se "desprezado por meu país e temo ser abandonado por meu Deus".
Buckingham foi enterrado em 7 de junho de 1687 na capela de Henrique VII na Abadia de Westminster, com maior esplendor do que o falecido rei. Com sua morte, a família fundada pela extraordinária ascensão ao poder e influência do primeiro duque chegou ao fim. Como não deixou filhos legítimos, o título extinguiu-se e a sua grande propriedade foi completamente dissipada; da enorme mansão que construiu em Cliveden, em Buckinghamshire, apenas resta o terraço com arcadas.